# Embotellament

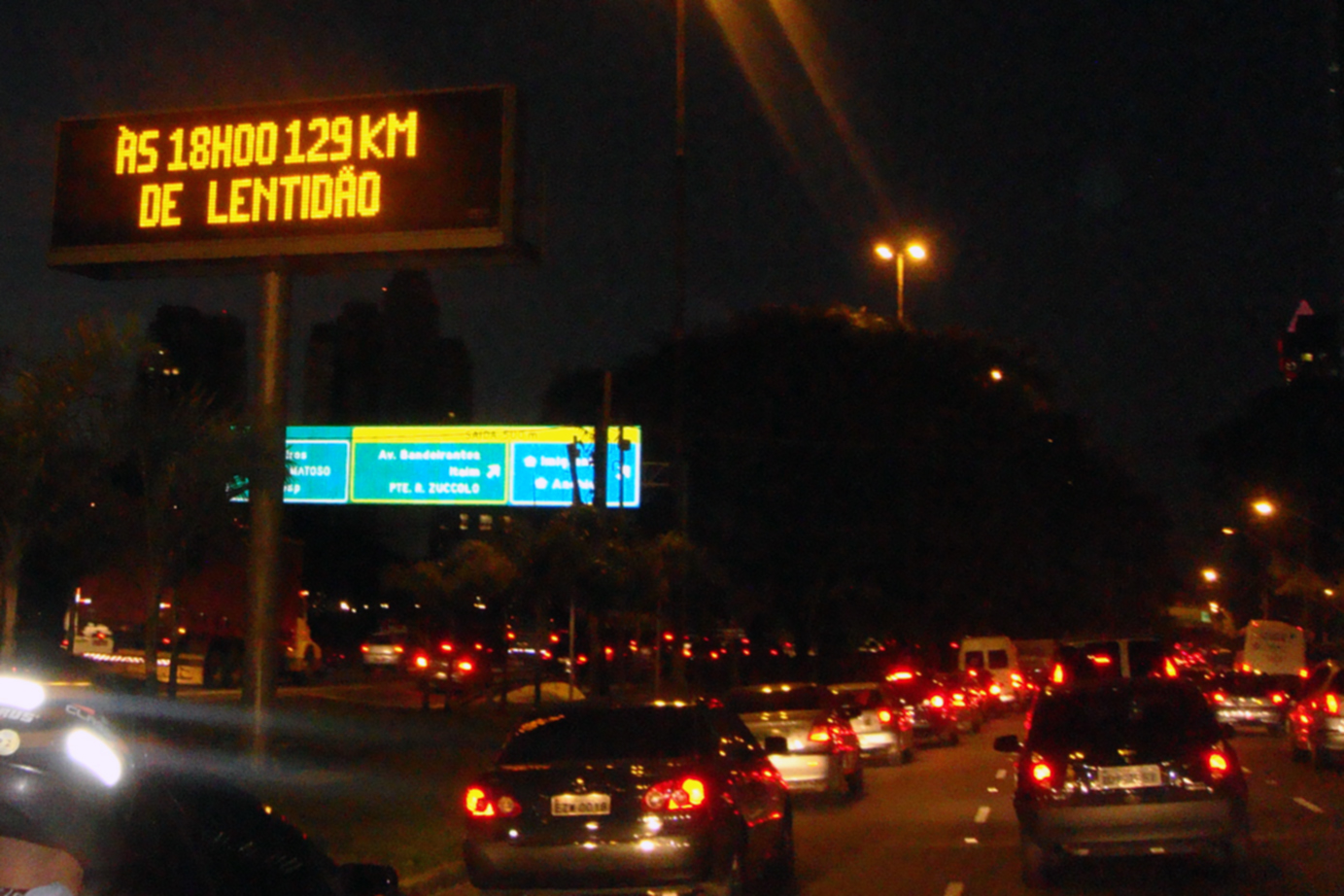
embotellament viària en Marginal Pinheiros, ciutat de São Paulo, l'àrea urbana més congestionada del món segons la Revista Time.

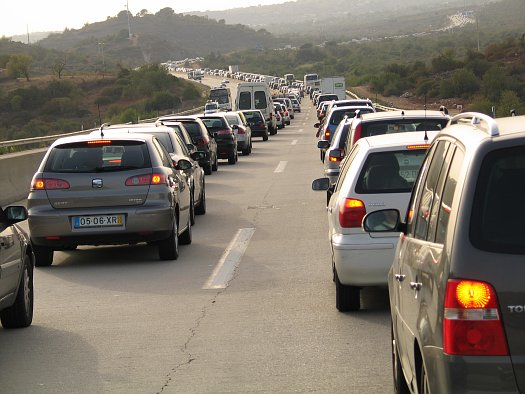
Congestió viària en via Rual, Portugal.

Un embotellament, embós o congestió de trànsit és la condició d'un flux vehicular que es veu saturat a causa de l'excés de demanda de les vies, tant a nivell urbà com interurbà, produint increments en els temps de viatge i embussos. Aquest fenomen es produeix normalment en les hores punta, i resulten frustrants per als automobilistes, ja que resulten en pèrdues de temps i consum excessiu de combustible.
Les conseqüències de les congestions vehiculars denoten en accidents, tot i que els automòbils no poden circular a gran velocitat, ja que l'automobilista perd la calma en trobar-se estàtic per molt temps en un lloc de la via. Això també deriva en violència viària, d'altra banda redueix la gravetat dels accidents, ja que els vehicles no es desplacen a una velocitat important per ser víctima de danys o lesions de més gravetat. També, els vehicles perden innecessàriament combustible pel fet que s'està inactiu per molt temps en un mateix lloc, sense avançar en el trajecte d'un punt a un altre.
D'acord amb la Revista Time, la ciutat de São Paulo pateix les pitjors congestions del món. El 10 de juny de 2009 va ser aconseguida la marca històrica de 293 km de cues ("caravana"), de 835 km que estaven sent monitorats.

## Causes
La congestió del trànsit es produeix quan el volum de trànsit o de la distribució normal del transport genera una demanda d'espai més gran del disponible a les carreteres. Hi ha una sèrie de circumstàncies específiques que causen o agreugen la congestió, la majoria d'ells redueixen la capacitat d'una carretera en un punt determinat o durant un determinat període, o augmentar el nombre de vehicles necessaris per a un determinat cabal de persones o mercaderies. En moltes ciutats altament poblades la congestió vehicular és recurrent, i s'atribueix a la gran demanda del trànsit, la majoria de la resta s'atribueix a incidents de trànsit, obres vials i esdeveniments climàtics. La velocitat i el flux també pot afectar la capacitat de la xarxa, encara que la relació és complexa. És difícil predir en quines condicions un "embús" succeeix, ja que pot passar de sobte. S'ha constatat que els incidents (com ara accidents o fins i tot un sol cotxe frenat en gran manera en un bon flux anteriorment) pot causar repercussions (una fallada en cascada), que després es difon i crear un embús de trànsit sostingut, quan, d'una altra manera, el flux normal pot han continuat durant algun temps més.

## Efectes negatius
La congestió del trànsit té una sèrie d'efectes negatius:
- Pèrdua del temps dels automobilistes i passatgers ("cost d'oportunitat"). Com una activitat no productiva per a la majoria de la gent, redueix la salut econòmica regional.
- Retards, la qual cosa pot resultar en l'hora endarrerida d'arribada per a l'ocupació, les reunions, i l'educació, el que al final resulta en pèrdua de negoci, mesures disciplinàries o altres pèrdues personals.
- Incapacitat per predir amb exactitud el temps de viatge, el que porta als conductors l'assignació de més temps per viatjar "per si de cas", i menys temps en activitats productives.
- Deixalles de combustible, augmenta la contaminació en l'aire i les emissions de diòxid de carboni (que pot contribuir a l'escalfament global), a causa de l'augment d'alentiment, acceleració i frenat. Augment de l'ús de combustibles, en teoria, també pot causar un augment dels costos de combustible.
- El desgast dels vehicles a conseqüència de l'alentiment en el trànsit i la freqüència d'acceleració i frenat, el que fa més freqüents que es produeixi reparacions i reemplaçaments.
- Automobilistes frustrats, el foment de la ira de carretera i la reducció de la salut dels automobilistes.
- Emergències: si es bloqueja el trànsit això podria interferir amb el pas dels vehicles d'emergència per viatjar als seus destins en els quals es necessiten amb urgència.
- Efecte de la congestió de les artèries principals de les carreteres secundàries i carrers com rutes alternatives que poden afectar barris, comunitats i els preus de béns arrels.